# 13319 Michaelmi
A 13319 Michaelmi (ideiglenes jelöléssel 1998 RD79) a Naprendszer kisbolygóövében található aszteroida. A LINEAR projekt keretében fedezték fel 1998. szeptember 14-én.